# Leonid Grigorjewitsch Kolotilo

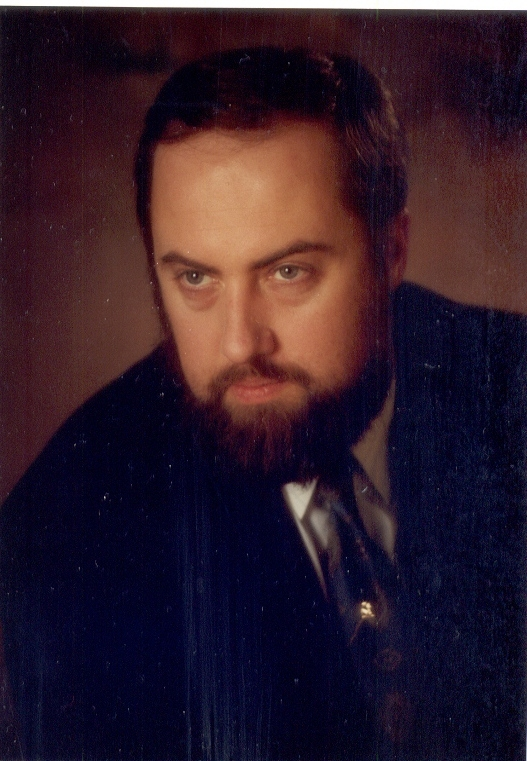
Leonid Grigorjewitsch Kolotilo (2003)

Leonid Grigorjewitsch Kolotilo (russisch Леонид Григорьевич Колотило; * 16. Dezember 1958 in Leningrad) ist ein sowjetisch-russischer Geograph und Historiker.

## Leben
Kolotilo studierte in Leningrad an der Frunse-Marine-Hochschule in der Hydrographie-Fakultät mit Abschluss 1981 mit Auszeichnung.
Nach dem Studium diente Kolotilo in der Sowjetischen Marine. In den Sommerperioden 1982, 1983, 1984 und 1985 nahm er an den von Wiktor Wladimirowitsch Turowzew geleiteten Baikalsee-Expeditionen der Hauptverwaltung für Nautik und Ozeanographie des Verteidigungsministeriums der UdSSR teil. 1983 entdeckte er zusammen mit A. I. Sulimow die Stelle, an der der Baikalsee am tiefsten ist: bestimmt wurde eine Tiefe von 1642 m, womit der Baikalsee der weltweit tiefste See ist (siehe Liste der tiefsten Seen). 1984 entdeckte Kolotilo zusammen mit S. W. Grafow eine Bank im Baikalsee, die nach seinem Vorschlag nach Fjodor Drischenko benannt wurde. Er beteiligte sich an der Veröffentlichung von Baikal-Seekarten. Mit Pawel Scherstjankin entwickelte er Korrekturen für die Tiefenmessung im Baikalsee, die die Grundlage für die modernen Baikal-Seekarten wurden.
Kolotilo gehörte mit Juri Tarasjuk und anderen zu den Autoren einer Theorie der Selbstorganisation und Selbstregulation natürlicher Systeme, für die Kolotilo 1989 mit Alexander Grigorjewitsch Iwanow-Rostowzew den Namen D-SELF-Theorie vorschlug. Erste Ergebnisse erschienen in einem Sammelband des Pulkowo-Observatoriums und in den Nachrichten der Russischen Geographischen Gesellschaft (RGO). Alexei Trjoschnikow unterstützte diese Forschung und veröffentlichte dazu vier Aufsätze in den Berichten der Akademie der Wissenschaften der UdSSR (AN-SSSR). Zwei Monografien veröffentlichte Kolotilo mit seinen Mitautoren 1999 und 2001 jeweils mit einem Vorwort Kirill Kondratjews.
Kolotilo gründete in der RGO, deren Mitglied er seit 1984 war, die Sektion Synergetik. Zu der Sektionssitzung am 15. Mai 1990 lud er Lew Gumiljow zum 25-jährigen Jubiläum seiner Passionaritätstheorie ein und schlug ihn für die Wahl zum Vollmitglied der AN-SSSR vor.
Im Februar 1990 bereitete Kolotilo mit Witali Dozenko eine Fernsehsendung über Alexander Koltschak vor. Kolotilo veröffentlichte in der Zeitung der Universität Leningrad im April 1990 einen biographischen Artikel über Alexander Koltschak und im September 1990 einen Artikel über die Erschießung Koltschaks. Andere Zeitungen übernahmen die Artikel. Für das Buch Das Verhör Koltschaks schrieb er einen einleitenden Artikel.
Kolotilo nahm an Expeditionen in den Arktischen Ozean, den Pazifik, den Atlantik und den Indischen Ozean teil. Er vermaß Ozeanboden-Reliefs, testete hydrophysikalische Geräte und untersuchte die räumliche  und zeitliche Veränderung der Meeresumwelt. 1992 wurde er aufgrund von Haushaltskürzungen als Kapitän 3. Ranges aus der nun Russischen Seekriegsflotte entlassen.
Schon vor seiner Entlassung hatte Kolotilo als Korrespondent für Zeitungen und Zeitschriften der Universität Leningrad gearbeitet. Er initiierte und leitete dann eine Seehandbuch-Gruppe und gehörte zu den Autoren des 1993 erschienen Baikalsee-Seehandbuchs. Für dieses Handbuch schrieb er auch einen historischen Abriss.
Kolotilo verfasste eine wissenschaftliche Biographie Fjodor Drischenkos, die 1997 veröffentlicht wurde.
Kolotilo begann 1998 die Aspirantur an der Universität, die nun die Universität St. Petersburg war, an dem von Juri Seliwjorstow geleiteten Lehrstuhl für Physische und evolutionäre Geographie. 1999 verteidigte er in der Fakultät für Geographie und Geoökologie der Universität St. Petersburg mit Erfolg seine Dissertation über den Beitrag der Marine-Seeleute zur physikalisch-geographischen Charakterisierung des Baikalsees für die Promotion zum Kandidaten der geographischen Wissenschaften.
Kolotilo nahm mit Pawel Scherstjankin an dem 1999 beschlossenen belgisch-spanisch-russischen Projekt zur Erstellung einer digitalisierten Seekarte des Baikalsees  teil.
Kolotilo wurde 2001 Mitglied der British Astronomical Association und der American Physical Society.
Kolotilo erforschte die Geschichte des Baikalsees. Er beschrieb die Beiträge von Angehörigen der Russischen Seekriegsflotte zur Erforschung und Erschließung des Baikalsees im Verlauf von 300 Jahren und den Baikal-Knoten in den Verkehrswegen an der Wende vom 19. zum 20. Jahrhundert.
Kolotilo ist seit 2004 wissenschaftlicher Mitarbeiter der RGO und seit 2005 Mitglied des Wissenschaftsrats der RGO. Er gehört zu den Initiatoren der Großfürst-Konstantin-Nikolajewitsch-Verdienst-Goldmedaille der RGO.
Kolotilos Aufsatz über den Wert des Baikalsees wurde 2011 auf der Internetseite der RGO veröffentlicht, auf den sich auch das russische Greenpeace bezog. Wladimir Schirinowski benutzte 2012 die wichtigsten Aussagen Kolotilos ohne Namensnennung in einem Interview und schlug vor, Baikalwasser für viel Geld an Israel zu verkaufen.
Kolotilo ist mit der Kunstwissenschaftlerin Marina Nikolajewna Kolotilo (Sawinowa,* 1963) verheiratet, mit der eine früh verstorbene Stieftochter hatte und einen Sohn bekam.